# جورج غرين (لاعب كرة قدم بريطاني)
جورج غرين (بالإنجليزية: George Green)‏ هو لاعب كرة قدم بريطاني (وحمل سابقاً جنسية المملكة المتحدة لبريطانيا العظمى وأيرلندا) في مركز الدفاع، ولد في 1891 في المملكة المتحدة، وتوفي في 9 نوفمبر 1958 في المملكة المتحدة. لعب مع نادي ساوثهامبتون وNorthfleet United F.C. ‏.